# Władimir Korolenko
Władimir Gałaktionowicz Korolenko (ros. Владимир Галактионович Короленко; ur. 3 lipca?/15 lipca 1853 w Żytomierzu, zm. 25 grudnia 1921 w Połtawie) – rosyjski pisarz, dziennikarz, publicysta, działacz społeczny zwłaszcza w dziedzinie obrony prawa w czasach Rosji carskiej, jak i radzieckiej. Mistrz małych form literackich, popularyzator i tłumacz literatury polskiej.

## Życiorys
Urodził się w 1853 roku w Żytomierzu, znajdującym się wówczas w granicach Imperium Rosyjskiego, na terenie guberni wołyńskiej, w rodzinie Gałaktiona, sędziego powiatowego, i Eweliny Korolenków.
Kształcił się w Petersburskim Instytucie Technologicznym, następnie w akademii rolniczej w Moskwie. Będąc jeszcze studentem podjął nielegalną działalność polityczną, za co zesłany został w roku 1879 na wschodnią Syberię. Najpierw w guberni wiackiej, a następnie na terenie Jakucji, m.in. przebywał we wsi Amga. Z zesłania wrócił w 1885 roku i osiadł w Niżnym Nowogrodzie.
Podczas rewolucji październikowej opowiadał się zarówno przeciw represjom czerwonego, jak i białego terroru. Zmarł w grudniu 1921 roku w Połtawie, na terenie Ukraińskiej Socjalistycznej Republiki Radzieckiej.
Na podstawie jego opowiadań Leonid Gajdaj nakręcił w 1957 roku film Daleka droga. Planetoida 3835 została w 1977 roku nazwana jego imieniem.

## Wybrana twórczość
- 1879 – Epizody iz żyzni iskatiela (ros. Эпизоды из жизни «искателя») – opowiadanie; debiut Korolenki
- 1885 – Staryj zwonar (ros. Старый звонарь)
- 1885 – W nocz pod Swietłyj prazdnik (ros. В ночь под Светлый праздник) – opowiadanie
- 1885 – Sen Makara (ros. Сон Макара) – opowiadanie
- 1885 – Sokolińczyk (ros. Соколинец) – opowiadanie
- 1885 – W durnom obszczerstwie (ros. В дурном обществе) – opowiadanie
- 1885 – Niewidomy muzyk lub Ślepy muzyk (ros. Слепой музыкант) – wydanie polskie w przekładzie Stanisława Miłkowskiego z 1900
- 1886 – Les szumit (ros. Лес шумит)
- 1886 – Oczerki i rasskazy (ros. Очерки и рассказы) – pierwsza książka Korolenki; zbiór opowiadań i szkiców literackich z okresu pobytu na Syberii
- 1886 – Pawłowskije oczerki (ros. Павловские очерки) – zbiór szkiców z wizyt Korolenki we wsi Pawłowo
- 1888 – S dwuch storon (ros. С двух сторон) – opowiadanie
- 1894 – Paradoks (ros. Парадокс) – szkic literacki; polskie tłumaczenie Julian Stawiński
- 1895 – Biez jazyka (ros. Без языка) – opowiadanie
- 1900 – Światełka (ros. Огоньки) – polskie tłumaczenie Julian Stawiński
- 1900 – Mgnowienije (ros. Мгновение) – szkic literacki
- 1900 – Mróz (ros. Мороз) – szkic literacki; polskie tłumaczenie Stefania Podhorska-Okołów
- 1907 – Tragedia soroczyńska (ros. Сорочинская трагедия) – cykl reportaży dotyczący buntu chłopskiego w Wielkich Soroczyńcach